# Кампо, Франциско
Франци́ско Ка́мпо Ми́на (исп. Francisco Campo Mina; род. 23 августа 2000, Калото, Каука) — колумбийский футболист, защитник.

## Карьера
В 2020—2021 годах играл за литовский клуб БФА (Вильнюс). 22 мая 2021 года в матче против клуба «Невежис» дебютировал в кубке Литвы (0:2).
В 2021 году перешёл в латвийский клуб «Лиепая II».
27 февраля 2023 года подписал контракт с казахстанским клубом «Шахтёр» Караганда. 14 марта 2023 года в матче против клуба «Тобол» Костанай дебютировал в чемпионате Казахстана (1:2), выйдя на замену на 80-й минуте вместо Егора Алишаускаса.
В январе 2024 года перешёл в махачкалинское «Динамо». Не сыграл за клуб ни одного матча, и 12 августа 2024 года был отдан в аренду карагандинскому «Шахтёру» до февраля 2025 года.
15 февраля 2025 года контракт с махачкалинским «Динамо» был расторнут по согласию сторон.
29 марта 2025 года перешёл в белорусский клуб «Минск». Провёл за команду 12 матчей. 31 июля 2025 года покинул «Минск».

## Клубная статистика
| Игровая карьера | Игровая карьера    | Игровая карьера | Лига | Лига | Кубок | Кубок | Межд. | Межд. | Др. | Др. |
| --------------- | ------------------ | --------------- | ---- | ---- | ----- | ----- | ----- | ----- | --- | --- |
| 2021            | БФА                | ІЛ              | 7    | 0    | 1     | 0     | —     | —     | —   | —   |
| 2021            | → БФА II           | ІІЛ             | 3    | 0    | —     | —     | —     | —     | —   | —   |
| 2021            | Лиепая II          | ?               | ?    | ?    | —     | —     | —     | —     | —   | —   |
| 2022            | Лиепая II          | ?               | ?    | ?    | —     | —     | —     | —     | —   | —   |
| 2023            | Шахтёр (Караганда) | ПЛ              | 19   | 2    | 3     | 0     | —     | —     | —   | —   |